# Prosopocera clara
Prosopocera clara es una especie de escarabajo longicornio del género Prosopocera, tribu Prosopocerini, familia Cerambycidae. Fue descrita científicamente por Jordan en 1903.
Se distribuye por Camerún, Costa de Marfil, Ghana y República Centroafricana. Mide 16-20 milímetros de longitud. El período de vuelo ocurre en los meses de febrero, marzo, abril y junio.